# Nowy cmentarz żydowski w Biskupicach (województwo lubelskie)
Nowy cmentarz żydowski w Biskupicach – został założony w XIX wieku i służył jako miejsce pochówków do 1942. Cmentarz ma powierzchnię około 0,4 ha i znajduje się w zachodniej części miejscowości w pobliżu ul. Miłej. Zachowało się na nim około 4 nagrobków. Obecnie teren cmentarza służy jako pastwisko.
Został wpisany do rejestru zabytków na mocy decyzji nr A/1004 z 08.05.1990.
W latach 30. XX wieku stary i nowy cmentarz żydowski w Biskupicach otoczone były wspólnym ogrodzeniem: od południa i zachodu murem z kamienia wapiennego (150 cm wys. i 60 cm grubości), od wschodu drutem kolczastym na słupach dębowych, od północy doliną Giełczwi. Brama drewniana znajdowała się w północno-wschodnim narożniku. Ogrodzenie mieli reperować według umowy z gminą żydowską (od 1936 r. przez 10 lat) Jan Wroński i Paweł Świtacz. W zamian mieli prawo koszenia trawy na terenie cmentarza. Na nowym cmentarzu, w jego południowej części stał murowany z cegły ohel, nakryty dachem blaszanym.